# تیا بالارد
تیا لین بالارد (به انگلیسی: Tia Lynn Ballard؛ زادهٔ ۱۱ مهٔ ۱۹۸۶) یک صداپیشه و کارگردان ای‌دی‌آر آمریکایی ملحق با فانیمیشن می‌باشد.